# Xã Sidell, Quận Vermilion, Illinois
Xã Sidell (tiếng Anh: Sidell Township) là một xã thuộc quận Vermilion, tiểu bang Illinois, Hoa Kỳ. Năm 2010, dân số của xã này là 1.073 người.